# فابريس منير
فابريس منير (بالفرنسية: Fabrice Meunier)‏ هو سبّاح فرنسي، مثّل بلاده في الألعاب البارالمبية الصيفية 2008.

## روابط خارجية
فابريس منير على موقع Paralympic.org (الإنجليزية)
- فابريس منير على موقع اللجنة البارالمبية الفرنسية (الفرنسية)